# Spiroctenus lignicola
Espèce
Synonymes
- Spiroctenus lignicolus Lawrence, 1937

Spiroctenus lignicola est une espèce d'araignées mygalomorphes de la famille des Bemmeridae.

## Distribution
Cette espèce est endémique du KwaZulu-Natal en Afrique du Sud,. Elle se rencontre vers The Big Five False Bay.

## Description
La femelle holotype mesure 19,2 mm.

## Publication originale
- Lawrence, 1937 : A collection of Arachnida from Zululand. Annals of the Natal Museum, vol. 8, p. 211-273.